# Alexander Bain
Alexander Bain (Aberdeen, 1818. június 11. – Aberdeen, 1903. szeptember 18.) skót filozófus, pszichológus és pedagógus.

## Életútja
Alexander Bain az aberdeeni Gilcomston iskolába járt, és szabadidejében  a szövésben segített apjának – egy volt katonának, aki a katonai szolgálatból való leszerelése után takácsként dolgozott. Az iskolában jó teljesítménye felkeltette egy tanára figyelmét, aki tanított a Marischal College-ban, amely később az Aberdeeni Egyetem lett. Az ő bátorításának köszönhetően Bain 1836-ban, 18 évesen felvételt nyert a Marischal College-ba. Az egyetemen matematikát, fizikát, természetfilozófiát és morálfilozófiát egyaránt tanult, de emellett továbbra is támogatta apját munkájában. Tanulmányai vége felé műszaki témájú cikkeket kezdett írni, többek között a London and Westminster Review számára. Ebben az időben ismerkedett meg John Stuart Mill-lel, akinek empirista tanításai nagy hatással voltak rá, és akivel haláláig barátságban maradt.
Miután mester diplomát szerzett, 1845-ben a matematika és a természetfilozófia professzora lett a Anderson Egyetemen Glasgow-ban. 1848-ban Londonba költözött, ahol az Edwin Chadwick vezette Egészségügyi Tanács alkalmazta. 1860-ban visszatért Aberdeenbe, ahol az újonnan létrehozott Regius Professorship of Logic (logikatanári) posztot töltötte be az egyetemen, ahol logikát és – az 1860-as években szokásos módon – angolt tanított. Az általa írt Angol nyelvtan és a skót iskolákban folyó, módszeresen átgondolt angoloktatás iránti elkötelezettsége a tantárgy didaktikájának modernizálásához vezetett.

## Nézetei

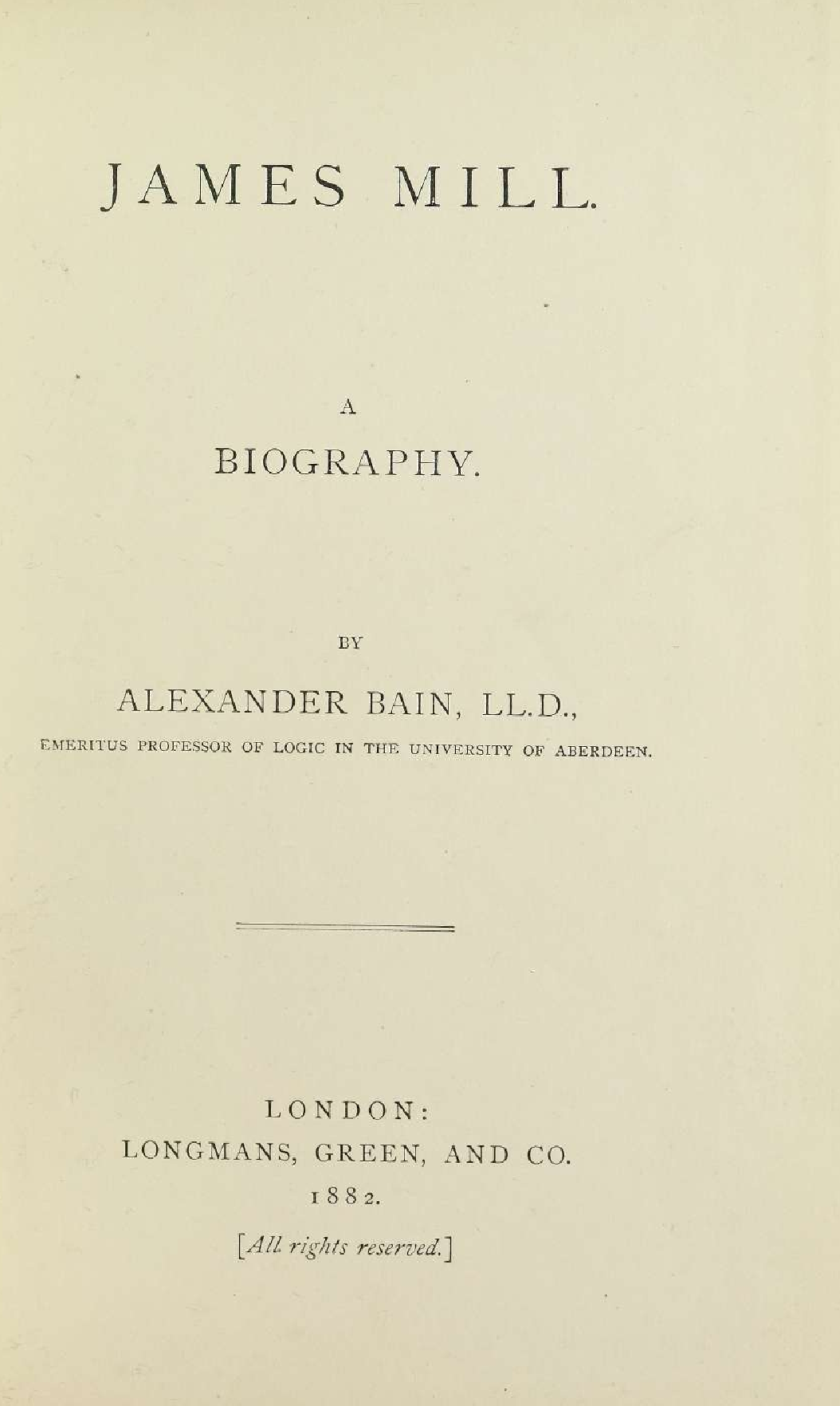

Bain a legkiválóbb angol pszichológusok egyike. Alapnézete, hogy szellemi és fizikai folyamatok párhuzamosan haladnak, azaz elválaszthatatlanok egymástól. Nem tagadja a külön anyagtalan lelket, de annak nem is állítja létezését. A Kant-féle kriticizmushoz annyiban közeledik, hogy elismerte, miképp a külső világot csak mint érzetünket és képzetünket foghatjuk föl, de ezt, mint előtte először David Hume, az Énről is állítja. Az Énnek nincs önálló léte, s nem létezik mint külön való az egyén gondolatain, érzelmein, akaratnyilvánulásain kívül. Lélektani magyarázatainak alapelve az eszmetársulás (associatio), melyet először a 18. századbeli David Hartley tett a lélektan alapjává. De Bain a modern fiziológia vívmányaival kapcsolja össze a régibb pszichológusok elméletét és így lett a modern lélektan egyik vezéralakja.
Alexander Baint egy olyan tudományos pszichológia korai képviselőjeként tartják számon, amely a szubjektív tapasztalatot és minden megismerést az érzékszervi benyomásoknak tulajdonítja, és nem tisztán belső folyamatoknak (azaz nem az introspekciónak). Mill-lel és másokkal együtt Baint az angol-skót asszociációs pszichológia iskola egyik alapítójának tekintik.

## Művei
- The senses and the intellect (először 1855)
- The emotions an te will (először 1859)
- On the study of character including and estimate of phrenology (1861)
- Mental and moral science (először 1868)
- Logic (1871)
- Mind and body (1873, a német fordítás révén talán legelterjedtebb műve)
- Education as a science (1879. Ez is elterjedt német fordításban jelent meg és a magyar pedagógusok figyelmét is lekötötte)
- John Stuart Mill (1882)
- L. Ribot La psychologie anglaise contemporaine (3. kiadás 1873)
- Lecture on the application of science to human health and well-being (1852) stb.

## Magyarul
- Neveléstudomány, 1-2.; ford., bev., jegyz. Szemere Samu, átnézte Sebestyén Károly; Akadémia, Bp., 1912 (A Magyar Tudományos Akadémia Könyvkiadó Vállalata. U.F.)

## Fordítás
*Ez a szócikk részben vagy egészben  az   Alexander Bain című német Wikipédia-szócikk ezen változatának fordításán alapul.  Az eredeti cikk szerkesztőit annak laptörténete sorolja fel. Ez a jelzés csupán a megfogalmazás eredetét és a szerzői jogokat jelzi, nem szolgál a cikkben szereplő információk forrásmegjelöléseként.